# افسونگر (فیلم ۱۳۳۲)
افسونگر فیلمی به کارگردانی اسماعیل کوشان و نویسندگی سیامک یاسمی ساخته سال ۱۳۳۲ است.

## خلاصه داستان
شوکت پس از مرگ همسر پولدارش سعی می‌کند که منشی جوان و بی‌چیز او به نام ناصر را به دام بکشد. ناصر در نهایت تنگدستی فریب وسوسه‌های همسر اربابش را نخورده و عشق خود را به فروغ دختر شوهر شوکت فراموش نمی‌کند. نوکر شوکت که به او علاقه‌مند است چون از جانبش توجهی نمی‌بیند او را به قتل می‌رساند و ناصر، به اتهام این قتل گرفتار می‌شود. طی حادثه‌ای واقعیت آشکار شده و نوکر به قتل اعتراف می‌کند.